# Ministerpräsident von Schweden
Der Ministerpräsident von Schweden (schwedisch Sveriges statsminister) ist der Regierungschef seines Landes. Der Premierminister und sein Kabinett (die Regierung) üben in Schweden Exekutivgewalt aus und sind dem schwedischen Parlament unterstellt. Der Ministerpräsident wird vom Reichstagspräsidenten nominiert und von der Kammer mit einfacher Mehrheit unter Anwendung des negativen Parlamentarismus gewählt. Der Riksdag hält alle vier Jahre Wahlen ab, im geraden Jahr zwischen den Schaltjahren.

## Pflichten
Die Verfassung von Schweden verlangt, dass der Premierminister ein Mitglied des Kabinetts zum stellvertretenden Premierminister ernennt, um die Pflichten des Premierministers zu erfüllen, wenn der Premierminister dies nicht kann. Wenn jedoch ein stellvertretender Premierminister abwesend ist oder nicht ernannt wurde, wird der dienstälteste Minister im Kabinett zum amtierenden Regierungschef. Wenn mehr als ein Minister die gleiche Amtszeit hat, übernimmt der Älteste die Position.
Verfassungsgemäß ist die Position des Premierministers höher als die seiner Amtskollegen in Dänemark und Norwegen. Seit 1975 ist der Premierminister sowohl de jure als auch de facto Oberhaupt der Regierung, mit Befugnissen und Pflichten, die in der Verfassung ausdrücklich aufgeführt sind. In den beiden benachbarten skandinavischen Monarchien ist der Monarch das nominelle Oberhaupt, ist aber per Konvention verpflichtet, auf Anraten der Ministerpräsidenten zu handeln. Der sogenannte Torekov-Kompromiss, der 1971 von den großen politischen Parteien erzielt und mit der 1975 in Kraft getretenen Verfassung kodifiziert wurde, beraubte den schwedischen Monarchen jedoch jeder nominellen Rolle in Regierungsangelegenheiten und kodifizierte damit die tatsächlichen Praktiken, die es seit der endgültigen Einsetzung der parlamentarischen Regierung im Jahr 1917 gegeben hatte.

## Verlauf

### Ernennung
Zur Ernennung eines neuen Ministerpräsidenten führt der Sprecher des Reichstags Konsultationen mit den Parteiführern durch, um einen Kandidaten vorzuschlagen, der dem Reichstag zur Genehmigung vorgelegt werden soll.
Der vom Sprecher vorgeschlagene Kandidat wird dann durch negativen Parlamentarismus gewählt. In der Praxis bedeutet dies, dass der nominierte Ministerpräsident bestätigt wird, wenn weniger als 175 Abgeordnete mit „Nein“ stimmen, unabhängig von der Anzahl der „Ja“-Stimmen oder Enthaltungen. Dies wird von einer Mehrheit des Reichstags als „geduldet“ bezeichnet.
Nach der Zustimmung durch den Reichstag muss der designierte neue Ministerpräsident dem Reichstag mitteilen, welche Minister für die Bildung der neuen Regierung ausgewählt werden.
Der formelle Regierungswechsel und damit der Beginn der Amtszeit des neuen Ministerpräsidenten findet bei einem Staatsrat im Stockholmer Schloss statt. Dies ist eine Regierungssitzung unter dem Vorsitz des Königs, derzeit Carl XVI. Gustaf. In dieser Sitzung berichtet der Sprecher über das Nominierungs- und Wahlverfahren. Der König gibt dann bekannt, dass ein Regierungswechsel stattgefunden hat, wodurch die Ernennung des neuen Ministerpräsidenten und seiner Regierung abgeschlossen wird.

### Rücktritt
Immer wenn ein Ministerpräsident zurücktritt, stirbt oder vom Reichstag aus dem Amt gedrängt wird, bittet der Sprecher des Reichstages den Premierminister (oder seinen Stellvertreter), die Regierung als geschäftsführende Regierung zu behalten, bis die neue Regierung ihr Amt antritt.
Mit Ausnahme des Ministerpräsidenten benötigen Kabinettsmitglieder keine Zustimmung des Reichstags, können aber durch ein Misstrauensvotum zum Rücktritt gezwungen werden. Wird der Ministerpräsident durch ein Misstrauensvotum zum Rücktritt gezwungen, fällt das gesamte Kabinett und der Prozess zur Wahl eines neuen Ministerpräsidenten beginnt. Der Ministerpräsident kann den Reichstag auch nach einem Misstrauensvotum auflösen, außer in den ersten drei Monaten nach einer Wahl.

## Amtssitz

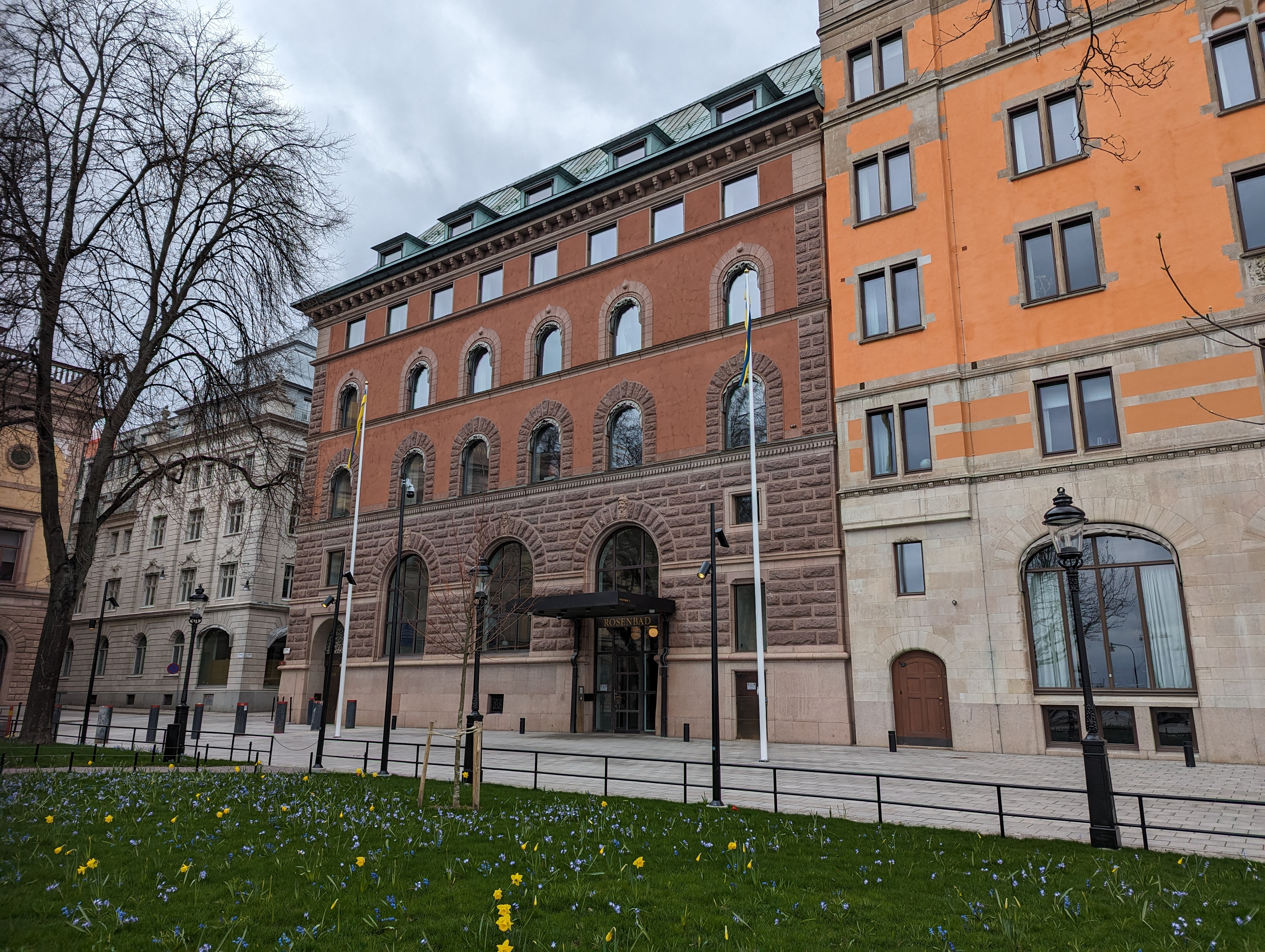
Rosenbad

Der offizielle Amtssitz des schwedischen Ministerpräsidenten ist Rosenbad in Stockholm. Als Residenz dient das Sagersches Haus, welches sich in direkter Nähe zum Rosenbad befindet. Als Sommerresidenz dient Harpsund, rund 125 Kilometer südlich von Stockholm entfernt. 